# Compromesso del 1877

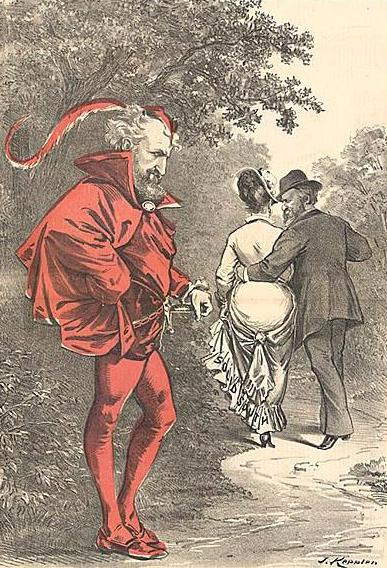
Una vignetta satirica di Joseph Keppler (Puck, 1877) raffigura Roscoe Conkling nei panni di Mefistofele, mentre Rutherford B. Hayes si allontana con il premio del "Solid South" personificato da una donna. La didascalia cita il Faust di Goethe: "A quella forza egli appartiene, che fa solo il bene pur volendo il male".

Il compromesso del 1877 fu un accordo non scritto, concordato in modo informale tra i membri del Congresso degli Stati Uniti, che risolse le dispute relative alle elezioni presidenziali del 1876, molto controverse. Esso portò il governo federale degli Stati Uniti a ritirare le ultime truppe dal Sud e pose fine all'era della ricostruzione.

## Storia
Grazie al compromesso, il repubblicano Rutherford B. Hayes fu eletto alla Casa Bianca, anziché il democratico Samuel J. Tilden, con l'intesa che Hayes avrebbe ritirato le truppe federali, il cui sostegno era essenziale per la sopravvivenza dei governi statali repubblicani in Carolina del Sud, Florida e Louisiana. In base al compromesso, i Democratici, che avevano la maggioranza alla Camera dei rappresentanti, consentirono l'approvazione della decisione della Commissione elettorale.
Il presidente uscente, il repubblicano Ulysses S. Grant, ritirò i soldati dalla Florida e Hayes, una volta divenuto presidente, ritirò le truppe rimanenti dalla Carolina del Sud e dalla Louisiana. Non appena le truppe se ne furono andate, anche molti repubblicani bianchi se ne andarono, e i Democratici "Redeemers", che già dominavano altri governi statali nel Sud, presero il controllo. I termini esatti dell'accordo sono alquanto contestati in quanto la documentazione è insufficiente.
I Repubblicani neri si sentirono traditi, poiché perdevano potere e al contempo divennero bersaglio di terrorismo interno per restringere la loro possibilità di votare, e entro il 1905, praticamente tutti i neri furono nella sostanza privati dei diritti di voto dai governi statali in ogni Stato del Sud.

## Termini del compromesso
Il compromesso attestava essenzialmente che i Democratici del Sud avrebbero riconosciuto Hayes come presidente, ma solo a condizione che i Repubblicani avessero soddisfatto determinate richieste. I seguenti elementi sono generalmente considerati i punti del compromesso:
1. Il ritiro di tutte le rimanenti forze militari federali dagli ex stati confederati.[4] A quel tempo, le truppe federali rimanevano solo in Louisiana, Carolina del Sud e Florida, ma il Compromesso completò il loro ritiro dalla regione.
2. La nomina di almeno un Democratico del Sud al governo di Hayes (David McKendree Key del Tennessee fu nominato direttore generale delle Poste).
3. La costruzione di un'altra ferrovia transcontinentale utilizzando la Texas and Pacific Railway nel Sud (questo era stato parte del "Piano Scott", proposto da Thomas A. Scott della Pennsylvania Railroad; fu l'iniziatore dei negoziati che portarono al compromesso finale).
4. Leggi per favorire l'industrializzazione del Sud e ripristinare la sua economia dopo la guerra civile e la ricostruzione.
5. Il diritto di adottare politiche verso i neri senza l'interferenza del Nord.

In cambio, i Democratici avrebbero accettato il repubblicano Hayes come presidente, cessando di usare l'ostruzionismo durante la sessione congiunta del Congresso necessaria per confermare le elezioni.

## Esiti
Dopo il compromesso, alcuni Democratici si lamentarono ad alta voce che Tilden era stata tradito. Ci furono discussioni per formare unità armate che avrebbero dovuto marciare su Washington, ma il presidente Grant era preparato per l'evenienza. Rafforzò la sicurezza militare e nessuno marciò su Washington.
Hayes si insediò pacificamente. I punti 1 e 2 del compromesso entrarono in vigore. Hayes aveva annunciato già prima della sua elezione il suo sostegno al ripristino del "governo interno", che avrebbe comportato il ritiro delle truppe federali. Non era insolito, né inaspettato, che un presidente, specialmente uno eletto in modo così ristretto, selezionasse un membro del governo appoggiato dall'opposizione. I punti 3 e 4 non sono mai stati realizzati; è possibile che non ci fosse un accordo chiaro su di essi.
Che si tratti di un accordo informale o semplicemente di rassicurazioni già in linea con i piani annunciati da Hayes, i colloqui con i Democratici del Sud placarono le preoccupazioni di molti. Questo risolse l'ostruzionismo al Congresso che aveva minacciato di prolungare la decisione sull'elezione oltre la data dell'insediamento del nuovo presidente nel 1877.

## Interpretazioni
Lo storico C. Vann Woodward scrisse nel 1951 che i nuovi attori commerciali e industriali del Sud trovarono un terreno comune con gli uomini d'affari repubblicani, in particolare con le ferrovie. Vi fu tra loro un incontro segreto al Wormley's Hotel di Washington per trovare un compromesso riguardo agli aiuti ai lavori pubblici: ponti, canali e ferrovie voluti dal Sud. Tuttavia, Peskin osserva che il governo federale non fece nessuno sforzo serio, dopo l'insediamento di Hayes, per finanziare una ferrovia o fornire altri aiuti federali per lavori pubblici. Un gruppo di interesse opposto che rappresentava la Southern Pacific Railroad in realtà ostacolò lo schema proposto da Scott per la Texas and Pacific, e alla fine gestì in proprio la linea per New Orleans.
Alcuni storici, come Allan Peskin, sostengono che le assicurazioni offerte ad alcuni Democratici del Sud per evitare l'ostruzionismo non erano un compromesso ma una conclusione scontata, poiché Tilden non aveva un sostegno sufficiente per essere eletto. Peskin ammette che l'interpretazione di Woodward era diventata quasi universalmente accettata nel quasi quarto di secolo da quando l'aveva pubblicata. Poiché non tutti i termini dell'accordo furono rispettati, Peskin ritiene che non ci fosse in realtà un accordo esplicito tra il Nord e il Sud nel 1877. Suggerisce anche che i Democratici del Nord siano stati più importanti nel superare l'ostruzionismo rispetto a quelli del Sud. Ad esempio, Samuel J. Randall (Democratico della Pennsylvania) era presidente della Camera e impediva l'ostruzionismo. Era più interessato a porre fine al governo statale radicale in Louisiana che in qualsiasi ferrovia meridionale. 
Vincent DeSantis sostiene che il Partito Repubblicano abbia abbandonato i neri del Sud al governo del Partito Democratico razzista per ottenere il sostegno dei Democratici per la presidenza di Hayes.
In ogni caso, l'Era della ricostruzione finì. Il dominio del Partito Democratico nel Sud si materializzò con l'ascesa dei governi "Redeemer" che sostituirono i governi repubblicani. Dopo il 1877 l'appoggio alla supremazia bianca indusse generalmente i bianchi a votare per i Democratici e la regione divenne nota come "Solid South". Fino alla fine del XIX secolo, i Repubblicani neri continuarono a eleggere numerosi candidati alle cariche locali, sebbene i Democratici eleggessero la maggior parte dei parlamentari statali e dei seggi in tutto lo stato, ad eccezione di un breve periodo di governi di coalizione sostenuti da Repubblicani e Populisti. La maggioranza degli elettori bianchi appoggiò i candidati democratici nazionali fino al XX secolo prima di passare al Partito Repubblicano. Questo successivo passaggio al Partito Repubblicano seguì la legge sui diritti civili del 1964, redatta dal presidente democratico Lyndon B. Johnson e sostenuta dalla maggior parte dei Repubblicani e dei Democratici del Nord.
In The Mexicanization of American Politics: The United States 'Transnational Path from Civil War to Stabilization (2012), Gregory P. Downs rifiuta l'idea che questa sia stata un'era di facile riconciliazione e stabilità politica. Invece sottolinea che molti statunitensi temevano la "messicanizzazione" della politica, in base alla quale le elezioni presidenziali sarebbero state risolte con la forza, come era già stata usata per regolare alcune elezioni statali nel Sud. Downs descrive il modo in cui la messicanizzazione fu evitata in modo deciso e si raggiunse una stabilità politica.
Qualunque accordo potesse o meno aver avuto luogo, in termini legali formali, l'elezione del 1876 non fu decisa da tali atti, ma dal voto ufficiale del Congresso per confermare le raccomandazioni della commissione elettorale che essi stessi avevano istituito come una via d'uscita dall'impasse elettorale. Quando fu costituita la commissione, ci si attendeva che le sue decisioni sarebbero state accettate dal Congresso. Solo quando alcuni Democratici furono in disaccordo con le decisioni della Commissione a favore di Hayes, questo accordo fu messo a repentaglio. Questo gruppo di Democratici minacciò un ostruzionismo (osteggiato sia dai capi repubblicani sia da quelli democratici al Congresso) che avrebbe impedito il voto concordato. Le discussioni sui punti del presunto compromesso puntavano a convincere alcuni Democratici chiave a non accettare l'ostruzionismo. La stessa minaccia di ostruzionismo, cioè una misura usata da una minoranza per impedire un voto, indica che c'erano già voti sufficienti per confermare le raccomandazioni della commissione.